# World Series of Darts 2023
De 2023 World Series of Darts was een reeks toernooien van de Professional Darts Corporation, die plaatsvond op 6 verschillende locaties . De finale werd gespeeld in Amsterdam, Nederland.

## Prijzengeld

### Internationale evenementen
| Plaats       | Prijzengeld |
| ------------ | ----------- |
| Winnaar      | £ 20.000    |
| Runner-up    | £ 10.000    |
| Halve finale | £ 5.000     |
| Kwartfinale  | £ 2.500     |
| Eerste ronde | £ 1.250     |
|              |             |
| Totaal       | £ 60.000    |

### Finale
| Plaats       | Prijzengeld |
| ------------ | ----------- |
| Winnaar      | £ 70.000    |
| Runner-up    | £ 30.000    |
| Halve finale | £ 20.000    |
| Kwartfinale  | £ 15.000    |
| Tweede ronde | £ 7.500     |
| Eerste ronde | £ 5.000     |
|              |             |
| Totaal       | £ 300.000   |

## Evenementen
| Nr. | Datum           | Evenement                     | Locatie                               | Winnaar                     | Legs   | Runner-up                      | Bron        |
| --- | --------------- | ----------------------------- | ------------------------------------- | --------------------------- | ------ | ------------------------------ | ----------- |
| 1   | 12-13 januari   | Bahrain Darts Masters         | Sakhir, Bahrain International Circuit | (96.77) Michael Smith       | 8 – 6  | Gerwyn Price (97.88)           | [ 1 ]       |
| 2   | 20-21 januari   | Nordic Darts Masters          | Kopenhagen, Forum København           | (102.28) Peter Wright       | 11 – 5 | Gerwyn Price (97.39)           | [ 2 ]       |
| 3   | 2-3 juni        | US Darts Masters              | New York, Hulu Theater                | (91.09) Michael van Gerwen  | 8 – 0  | Jeff Smith (86.41)             | [ 3 ]       |
| 4   | 7-8 juli        | Poland Darts Masters          | Warschau, Arena COS Torwar            | (113.22) Michael van Gerwen | 8 – 3  | Dimitri Van den Bergh (101.07) | [ 4 ] [ 5 ] |
| 5   | 4-5 augustus    | New Zealand Darts Masters     | Hamilton, Globox Arena                | (98.04) Rob Cross           | 8 – 7  | Nathan Aspinall (98.88)        | [ 6 ]       |
| 6   | 11-12 augustus  | New South Wales Darts Masters | Wollongong, WIN Entertainment Centre  | (91.29) Rob Cross           | 8 – 1  | Damon Heta (83.53)             | [ 7 ]       |
| 7   | 15-17 september | World Series of Darts Finals  | Amsterdam, AFAS Live                  | (96.16) Michael van Gerwen  | 11 – 4 | Nathan Aspinall (83.57)        | [ 8 ]       |

Bahrain Darts Masters · Nordic Darts Masters · US Darts Masters · Poland Darts Masters ·  New Zealand Darts Masters · New South Wales Darts Masters · World Series of Darts Finals